# Васил ибн Ата
Абу́ Хуза́йфа Ва́сил ибн Ата аль-Газзаль (араб. واصل ابن عطاء‎; 699, Медина — 748) — один из основоположников мутазилизма.

## Биография
Родился в 699 году в Медине. Перебравшись в Басру, стал активным участником кружка Хасана аль-Басри. Однако разойдясь с последним в определении человека, совершившего тяжкий грех, Васил ибн Ата с группой единомышленников покинул кружок.

## Взгляды
Богословские тезисы Васила ибн Ата вошли в состав «пяти основоположений» мутазилизма. Его политическая позиция характеризовалась отказом от хариджизма и мурджиизма и утверждением того, что в «верблюжьей» (656 г.) и Сиффинской (657 г.) битвах между Али и его противниками одна из сторон была не права — без уточнения, какая именно.
Согласно аль-Джахизу, он был первым доксографом, классифицировавшим категории «заблудших» (мулхидун), хариджитов, «крайних» шиитов, хашавитов.

## Труды
Ему приписывается авторство нескольких сочинений, в том числе «Аль-Манзиля байна-ль-манзилатайн» (араб. المنزلة بين المنزلتين‎), «Ат-Таухи́д ва аль-адль» (араб. التوحيد والعدل‎), «Табака́т ахль аль-ильм ва аль-хакк» (араб. طبقات أهل العلم والحق‎) и «Ас-Саби́ль и́ля маари́фат аль-хакк» (араб. السبيل الى معرفة الحق‎). Последнее сочинение сыграло важную роль в истории мусульманского права: Васил ибн Ата выделил в нём четыре способа познания истины (аль-хакк): через Писание, через достоверное предание, принятое единодушно (хабар муджтама алейхи), через умозрительное доказательство (худжжат акль) и единодушное мнение общины (иджма аль-умма); эти «принципы познания» вдохновили кодификаторов мусульманского права, в частности аш-Шафии, на установление четырёх источников фикха (усуль аль-фикх).